# Alfa Octantis
Alfa Octantis (α Octantis, förkortat Alfa Oct, α Oct) som är stjärnans Bayerbeteckning, är en dubbelstjärna belägen i den yttre delen av stjärnbilden Oktanten. Den har en skenbar magnitud på 5,15 och är synlig för blotta ögat där ljusföroreningar ej förekommer. Baserat på parallaxmätning inom Hipparcosuppdraget på ca 22,1 mas, beräknas den befinna sig på ett avstånd på ca 148 ljusår (ca 45 parsek) från solen. Den är inte, trots att Johann Bayer gett den beteckningen α i stjärnatlasen Uranometria,  stjärnbildens ljusaste stjärna, vilket istället är Ny Octantis.

## Egenskaper
Primärstjärnan Alfa Octantis A är en gul till vit jättestjärna av spektralklass F4 III. Den har en radie som är ca 3,2 gånger större än solens och utsänder från dess fotosfär ca 14 gånger mera energi än solen vid en effektiv temperatur på ca 6 300 K.
Alfa Octantis är en spektroskopisk dubbelstjärna som består av två jättestjärnor, båda av spektraltyp F, som kretsar kring varandra med en period på drygt 9 dygn. Paret har också klassificerats som en Beta Lyrae förmörkelsevariabel. Den är också en stark källa till röntgenstrålning med en styrka på 22,78 × 1029 ergs/s.